# Reggenza di Bone
La reggenza di Bone (in indonesiano: Kabupaten Bone) è una reggenza dell'Indonesia, situata nella provincia di Sulawesi Meridionale.